# Veres Péter Gimnázium
A Békásmegyeri Veres Péter Gimnázium négy- és nyolcosztályos gimnázium Békásmegyeren, Budapest III. kerületében. Kimagasló tanulmányi és versenyeredményeiről ismert országszerte.

## Alapítása
A gimnáziumot 1986. szeptember elsején alapították, mint Békásmegyer első középfokú iskolája. Az épületet Lisztes Gábor tervezte és az Integrál nevezetű vállalat kivitelezte. Békásmegyeren nagy szükség volt egy gimnáziumra, mert a sok lakosra, akik a lakótelepen laktak, nem jutott elég iskola. Az általános iskolát elvégzett tanulóknak nem volt lehetőségük továbbtanulni és jó munkát szerezni, ezért elterjedt a hír, hogy Békásmegyer veszélyes és szegény terület. Negatív fény vetült a környékre, és a lakótelepre, "Alvó város"-nak hívták és félő volt, hogy a bűnözés városává válik. Viszont a gimnázium megépülése sokak számára lehetőséget nyújtott a tanuláshoz, így Békásmegyer hírneve is terjedni kezdett.
Kezdetben csak négy évfolyamos rendszerrel, évfolyamonként négy osztállyal indult az iskola. 1991-től az iskola megkapta az engedélyt a nyolc évfolyamos rendszer kialakítására, ahol két osztály indul ötödik osztálytól, majd kilencediktől még egy osztály csatlakozik.
Az átalakítás értelme és célja az iskola oktató-nevelő munkájának javítása volt, mert a nyolcévfolyamos rendszer előnyösebb, bár felelősségteljesebb lehetőségeket kínál.

### Igazgatók
- Tiszavölgyi István (1986-1998)
- Rácz Mihályné (1998-2003)
- Papp György (2003-2016)
- Székely György (2016-2024)
- Rakovszky Andorás (2024-)

### Az iskola névadója
Nevét Veres Péterről (1897-1970) kapta. Veres Péter magyar író, politikus és parasztgazda volt. Fiatal korában földművesként dolgozott, majd ácsmesterséget is tanult. Munkásságában meghatározó szerepet játszott a paraszti élet és a társadalmi igazságtalanságok bemutatása. Politikai pályafutása során is a földművesek érdekeit képviselte, mind írásaiban, mind közéleti szerepvállalásában. A Számadás című önéletrajzában szülőföldjének életét ábrázolta, a Gyepsor és a Balogh család története című műveiben az egész alföldi paraszttársadalomhelyzetét mutatta be. Első írásai a Népszavában és a Föld és szabadságban jelentek meg. Legelső könyve 1936-ban jelent meg Az Alföld parasztsága címen, majd később a Számadás, a Gyepsor, a Falusi krónika majd a Szűk esztendő. 1945-től 1949-ig a a Nemzeti Parasztpárt elnökévé választották. 1954-56 között az Írószövetség elnöke, 1945-től országgyűlési képviselő volt. 1950-ben a Próbatétel című munkájáért, 1952-ben a Pályamunkások című művéért kapott Kossuth-díjat. 1970-ben elhunyt, halálát valószínűleg tüdőbaj és szívroham okozta.

## Oktatás
A Békásmegyeri Veres Péter Gimnáziumban évente két, 30-32 fős osztály indul a nyolcosztályos képzésben, míg a négyosztályos képzés esetén egy 30 fős osztály kezdi el a tanulmányait.

### Nyolcosztályos gimnáziumi képzés
A Veres Péter Gimnázium nyolc évfolyamos gimnáziumi képzése olyan színvonalas oktatási lehetőséget biztosít a diákok számára, amely ötvözi a tudományos alapú tanulmányokat és a művészeti, kreatív képzést. Az iskola két általános tantervű osztályt indít: az „a” osztályban német vagy angol nyelvet választhatnak az első idegen nyelvként, míg a „b” osztályban az angolt tanulják. Az oktatás során kiemelt szerepet kapnak a művészeti tantárgyak, így a diákok szolfézst, furulyát és latin nyelvet is tanulnak, miközben a művészetek (ének-zene, néptánc) területén is széleskörű lehetőségeket biztosítanak. A képzés során nagy hangsúlyt fektetnek a tantárgyak differenciált oktatására, így a diákok különböző tantárgyakat bontott csoportokban tanulnak, például az idegen nyelvek, digitális kultúra, technika-életvitel, furulya, matematika, valamint a természettudományos tantárgyak (biológia, kémia, fizika) esetében. Az órák heti lebontásában a mindennapos testnevelés mellett különleges tantárgyak is szerepelnek, például két évfolyamon keresztül a szolfézs és a furulya, valamint két évig latin nyelv és kultúrtörténet.
Az intézmény minden évben felvételt hirdet a negyedik osztályosok számára. A felvételi eljárás szigorú követelményekkel rendelkezik. A jelentkezés a gimnázium számára benyújtott jelentkezési lappal történik, és az írásbeli felvételi vizsga magyar és matematika tantárgyakból zajlik. Az írásbeli vizsga után a legjobb eredményeket elért tanulók szóbeli vizsgán vehetnek részt. A felvételi eredmények a központi írásbeli vizsga eredményein, a hozott pontszámokon, valamint a szóbeli vizsga alapján kerülnek meghatározásra.

### Négyosztályos gimnáziumi képzés
A Veres Péter Gimnázium négy évfolyamos, általános tantervű gimnáziumi képzése széleskörű tudományos és művészeti lehetőségeket kínál, hogy a diákok átfogó, alapos tudást szerezhessenek. Az iskola célja, hogy a diákokat felkészítse a jövő kihívásaira és az érettségi utáni továbbtanulásra, miközben a tudományos, művészeti és sport területeken is kibontakozhatnak. A gimnázium kiemelt figyelmet fordít a személyre szabott oktatásra: az idegen nyelvek, matematika, digitális kultúra, valamint a 10. évfolyamon a természettudományos tantárgyak (biológia, kémia, fizika) bontott csoportos órákban kerülnek oktatásra. Emellett emelt szintű érettségi felkészítést kínálnak több tantárgyban, így biztosítva a magas szintű tudást. A 9.C osztályban az első idegen nyelvként angolt vagy németet oktatnak, míg a második idegen nyelvként választható francia, olasz, spanyol, német, angol valamint igény szerint orosz is. A tantárgyi struktúra lehetőséget biztosít a különböző tantárgyak mélyebb megértésére, és a 10. évfolyamon a természettudományos tantárgyak (biológia), kémia, fizika) oktatásában is bontott csoportos formában zajlik az oktatás. A diákok matematikát és digitális kultúrát is kisebb csoportokban tanulhatnak, ami lehetővé teszi, hogy mindenki kellő figyelmet és segítséget kaphasson.
Az iskola négyosztályos képzésre minden évben egy osztályt indít, a 9.C osztályt. A felvételi eljárás során a tanulók teljesítménye a magyar és matematika tantárgyakból központi írásbeli vizsga alapján kerül értékelésre. Az írásbeli vizsga során a diákok a magyar és matematika tantárgyakból mért pontszámok figyelembevételével kerülnek rangsorolásra. A felvételi pontszámot a nyolcadik osztály félévi tanulmányi eredményei is befolyásolják, melyek alapján a tanulók hozott pontokat is szerezhetnek. A végső sorrend meghatározása a beérkezett pontszámok alapján történik, figyelembe véve a tanulók lakóhelyét és esetleges hátrányos helyzetét is. A felvételi döntés az iskola igazgatója által kerül meghozatalra, és az iskola honlapján nyilvánosságra hozzák a felvételi jegyzéket.

### Érettségire való felkészülés
Az iskolában az érettségire való felkészülés már a korábbi években elkezdődik, a 6., 8., 9., 10. és 11. osztályban vizsgázniuk kell a tanulóknak. Ezek a vizsgák matematikából, magyarból, angolból, történelemből, földrajzból és kémiából zajlanak, és a középszintű érettségi vizsga Archiválva 2025. március 17-i dátummal a Wayback Machine-ben százalékos értékelésének megfelelően osztályozzák őket.

#### Fakultációk
Az iskolában fakultációs órák segítik a diákokat az emelt szintű érettségire Archiválva 2025. március 17-i dátummal a Wayback Machine-ben való felkészülésben. A 10. osztály végén választható tantárgyak lehetőséget adnak a diákok számára, hogy azt tanulják, amit szeretnének és ami őket érdekli. A fakultációk célja a tudás elmélyítése, a vizsgákra való felkészülés és a jövőbeli tanulmányi irányok megerősítése.
Az iskola az idegen nyelv emelt szintű érettségire Archiválva 2025. március 17-i dátummal a Wayback Machine-ben felkészítést is szakköri kereteken belül biztosítja.
Fakultációs lehetőségek:
- matematika
- kémia
- fizika
- digitális kultúra
- magyar nyelv és irodalom
- történelem
- földrajz
- vizuális kultúra
- testnevelés

### Szakkörök
Az iskola szakkörei a 7. osztálytól választhatók. A diákok számára a tudásuk és az érdeklődési körük bővítését biztosítják. Nemcsak a tantárgyi tudás mélyítését szolgálják, hanem egy remek közösség kialakításában is segítenek, ahol a diákok hasonló érdeklődésű társaikkal dolgoznak együtt. Az iskola a hagyományos tantárgyi szakkörök mellett olyan különlegesebb plusz órákat is kínál, mint például az énekkar, a nyelvészet, a csillagászat, a latin, a színjátszó és a mitológia szakkör.
- angol
- biológia
- csillagászat
- digitális kultúra
- énekkar
- fizika
- kémia
- latin
- magyar
- matematika
- mitológia
- német
- nyelvészet
- történelem
- színjátszó

### Művészeti és gyakorlati oktatás
A Veres Péter Gimnázium alapítása óta fontos szerepe van a művészeti oktatásnak, a néptánc hagyományok ápolásának. E program keretében évente négyszáz diák ismerkedik meg a nemzeti kultúra részét képező Kárpát-medence népeinek zenei- és táncanyagával. A nyolcosztályos képzésben az 5-6. évfolyamnak heti két órában kötelező a néptánc tanulása. A 7-8. évfolyam heti egy órában kötelezően választható tárgyként tanulhatja tovább a néptáncot, de a hangszerek (citera, réz- és fafúvósok) és az énekkar mellett is dönthet. A 9-12. évfolyamos diákok szakköri keretek között folytathatják a művészeti szakköröket. A négy évfolyamos képzésben a 9.C osztálynak egy évig kötelező a néptánc heti egy órában, utána lehetőség van csatlakozni a 10-12. évfolyam szakköreibe, amit az iskola biztosít.
1994 és 1996 között évente majd 1997-től kezdve kétévente kerülnek megrendezésre az iskolai néptánc gálák, amelyen a VPG összes táncosa és a SZKE,a gimnázium egykori diákjai ( Széll Kulturális Egyesület) lépnek fel. A produkciókat a Téka Együttes kíséri.
Az iskola első igazgatója, Tiszavölgyi István nagy hangsúlyt fektetett a zenei tevékenységekre is. A nyolcosztályos képzésben az 5-6. osztályos tanulóknak kötelező részt venniük hetente egy szolfézs és kettő furulya órán. Az iskola célja, hogy a diákok minél széleskörűbb látásmódra tegyenek szert és betekinthessenek a hangszerek világába is. A zene kulcsfontosságú szerepet játszik az iskola életében. Minden évben megrendezésre kerül a zenei verseny, ahol több száz diák mutatja meg a tudását. 2008 óta hagyományként decemberben minden nap 24-éig fellépnek az iskola hangszereken tanuló diákjai és az énekkar tagjai, illetve a különféle nyelveket tanuló diákok idegen nyelven énekelnek főként karácsonyi dallamokat ebben az időszakban. 2014 óta a legtehetségesebb tanulók az újévi koncerten mutatkoznak be.
Kétévente megrendezésre kerül a két felvonásos zenei gála, ahol a hangszereken tanuló diákok és az énekkar tagjai lépnek fel.
A technikaóra sokoldalú tevékenységeket kínál a diákok számára, amelyek a kézügyesség, a kreativitás és a problémamegoldó képességek fejlesztésére összpontosítanak. Az agyagozás lehetőséget ad a tanulóknak, hogy megismerkedjenek az agyagformázás különböző technikáival, miközben fejlesztik a finommotorikai készségeiket, és elsajátítják az anyagokkal való precíz munkát. A szövés és más fonaltechnikák lehetőséget adnak arra, hogy a tanulók megismerkedjenek a textilmunkák alapjaival, miközben türelmet, figyelmet és aprólékos munkát igénylő feladatokat végeznek. A különböző fonaltechnikák, mint a szövés vagy körmöcskézés lehetőséget biztosítanak az esztétikus alkotások létrehozására. A barkácsolás révén a diákok gyakorlati tapasztalatokat szereznek a mérés, tervezés és szerelés terén. A fa- és fémmunkák, valamint az építési és összeszerelési feladatok során nemcsak a kreativitásukat fejleszthetik, hanem megtanulják az eszközök biztonságos használatát és a munkafolyamatok pontos megtervezését. A főzés nemcsak gasztronómiai ismereteket ad át, hanem a diákok számára lehetőséget biztosít arra, hogy megismerkedjenek az alapvető higiéniai szabályokkal, az ételkészítés folyamatával és az időgazdálkodás fontosságával.  A technikaóra egyik fontos célja a digitális készségek fejlesztése is, amely a médiatartalom-szerkesztés során valósul meg. A tanulók megismerkednek a képszerkesztés, videószerkesztés és egyéb multimédiás technológiák alapjaival, amely segíti őket abban, hogy kreatív módon alkalmazzák a digitális eszközöket és programokat. Ez a tudás nemcsak a személyes kreativitás kifejezésére szolgál, hanem a jövőben a munka világában is értékes készséget jelenthet. Technika óra az ötödik és a hatodik évfolyam tantervében szerepel, majd hetedik osztályban kötelezően választani kell a főzés, a barkácsolás és a médiatartalom-szerkesztés közül.

### Idegen nyelvi oktatás
Az iskolában az 5. évfolyamon három angol nyelvet tanuló csoport (mindegyik 16 fő) és egy német nyelvet tanuló csoport (szintén 16 fő) indul évente. A négy évfolyamos képzésben (C osztályok) a diákok első idegen nyelvként választhatják a németet vagy az angolt. A 9.C osztályban a jelentkezők számától függően az első idegen nyelvet három csoportra bontva tanítják. Az első idegen nyelvből a tanulók többsége tesz C1-es vizsgát.
Második idegen nyelv 9. osztálytól kezdve kötelezően kell tanulniuk a diákoknak négy éven keresztül. Az oktatás heti három, később hat órában történik, ami lehetőséget biztosít arra, hogy a tanulók sikeresek B2-es nyelvvizsgát tegyenek.
Az iskola kiemelt figyelmet fordít a nyelvi készségek fejlesztésére, ezért minden évben megrendezésre kerülő idegen nyelvi  vers- és prózamondó verseny is, ahol a lehetőségek kapnak arra, hogy megmutassák tudásukat. E verseny nemcsak szórakoztató, hanem motiválják a tanulókat a nyelvtanulásra, valamint a helyes kiejtést is gyakorolhatják.
Második idegen nyelvek:
- orosz
- francia
- angol
- német
- olasz
- spanyol
- latin és japán (szakkör keretein belül, nem helyettesíti a második idegen nyelvet)

### Hit- és erkölcstan
A nyolc évfolyamos képzéshez hozzátartozik a heti egy hit- és erkölcstan óra az ötödiktől a nyolcadik évfolyamig. Tanév elején a tanuló kiválaszthatja tetszőlegesen, hogy milyen fajtájú hit- vagy erkölcstanórát szeretne tanulni.
- római katolikus
- református
- etika/erkölcstan
- buddhista

## Megközelítése
A gimnázium (1039 Budapest, Csobánka tér 7.) könnyen megközelíthető mind tömegközlekedéssel, mind személygépjárművel. Az intézmény a III. kerület központi részén, Békásmegyeren helyezkedik el, így több közlekedési útvonalon is elérhető.

### HÉV (Helyiérdekű Vasút)
A gimnázium közvetlen közelében található a H5-ös (Szentendre-Batthyány-tér) HÉV Békásmegyer megállója. Innen a Csobánka tér gyalogosan nagyjából 5 perces sétával elérhető. A HÉV járatok Budapest belvárosa (Batthyány tér) és a Szentendrei térség között közlekednek, így biztosítva a gyors és kényelmes eljutást az iskolába.

### Autóbuszjáratok
A gimnázium közvetlen környezetében számos BKK autóbuszjárat közlekedik, amelyek az iskolához közel állnak meg. Az alábbi járatokkal érhető el az iskola:
- 34-es busz
- 134-es busz
- 143-as busz
- 160-as busz
- 204-es busz
- 243-as busz
- 296-os busz
- 923-as busz
- 934-es busz
- 943-as busz
- 960-as busz

### Személygépjárművel
A gimnázium környékén ingyenes parkolási lehetőség biztosított, azonban a reggeli és délutáni csúcsidőszakban a szabad parkolóhelyek száma korlátozott, így célszerű korábban érkezni. Az iskola környékén azonban sok parkolóhely található.

### Alternatív megközelítés
A gimnázium gyalog is könnyen megközelíthető. A széles járdák és zöldterületek kedvezőek a gyalogosok számára. Kiépített kerékpárutak vezetnek az iskolába, ahol kerékpár- és rollertároló is található.

## Sport
Az egészséges életmód és a rendszeres testmozgás kiemelt szerepet kap az intézmény mindennapjaiban. A sport nem csupán a fizikai erőnlét fejlesztéséhez járul hozzá, hanem fontos szerepet tölt be a mentális frissesség megőrzésében, a kitartás erősítésében és a közösségi szellem kialakításában is. Az iskola célja, hogy minden tanuló számára lehetőséget biztosítson a mozgás örömének felfedezésére, legyen szó versenysportokról, rekreációs tevékenységekről vagy művészi mozgásformákról. Az intézmény széles körű sportolási lehetőségeket kínál, amelyek lehetőséget biztosítanak a diákok számára, hogy képességeiknek és érdeklődésüknek megfelelő mozgásformát válasszanak. A kötelező testnevelés órák mellett különböző sportfoglalkozások és szakkörök segítik a tanulók fizikai fejlődését.  Az iskola fontosnak tartja, hogy minden diák számára biztosítsa a rendszeres testmozgás lehetőségét, függetlenül attól, hogy versenyszerűen vagy szabadidős tevékenységként kíván sportolni. Az iskolai sportlehetőségek hozzájárulnak ahhoz, hogy a sport ne csupán kötelező elfoglaltság legyen, hanem valódi élményt és motivációt nyújtson a tanulók számára.
Sportolási lehetőségek:
- Labdarúgás
- Röplabda
- Kosárlabda
- Kondicionálás
- Frizbi
- Néptánc
- Gyógytestnevelés (csak akiknek orvosilag szükséges)

A négy évfolyamos képzésben a 9.C osztály tanulóinak egy tanéven keresztül heti egy órában kötelező a néptánc tanulása. A 10-12. évfolyamon ez már nem kötelező, de aki szeretné, csatlakozhat az iskola által szervezett szakkörökhöz. A nyolc évfolyamos rendszerben az ötödik és hatodik évfolyamon minden diáknak részt kell vennie a néptáncórákon, míg a hetedik és nyolcadik évfolyamosok számára ez már választható, akár sportként, akár művészeti szakkörként.
Hetedik osztálytól a három testnevelésen kívül két sportórát kell még igazolni. Lehet külső egyesülettől, de iskolai kereteken belül is le lehet igazolni a sportórákat. Akik külső egyesületbe járnak, tanév elején igazolást kell hozniuk az egyesülettől. Iskolai kereteken belül a fent felsorolt sportok közül választhatnak a diákok.
Az ötödik és a hatodik évfolyam nem választhatja a kondicionálást és a frizbit, viszont ezt helyettesíti a hetente kettő néptáncórájuk a három testnevelésen kívül. A három testnevelésóra keretei között az ötödikesek úszásra járnak, a hatodikosok pedig cselgáncsot tanulhatnak. Mindez segíti őket abban, hogy különböző sportágakat próbáljanak ki, és így könnyebben eldöntsék, melyik sport áll hozzájuk a legközelebb.

### Röplabda
A röplabda kiemelt szerepet kap a gimnáziumban mivel nemcsak a sport területén hanem a közösségépítés és a diákok személyiségfejlődése szempontjából is fontos. Az iskola testnevelőterme úgy van kialakítva, hogy megfeleljen egy versenyszintű röplabdapálya követelményeinek, így lehetőséget biztosít a diákok számára a rendszeres gyakorlásra és a versenyszintű felkészülésre. Az iskola röplabdacsapata minden évben részt vesz az országos diákolimpián és egyre kiemelkedőbb eredményeket ér el. A diákok az iskolában kezdik el a röplabdát, ami különösen nagy teljesítménynek számít, hiszen sokan itt szerzik meg az alapokat és fejlődnek versenyszintű játékossá. Ezért is különösen figyelemre méltó, hogy a csapat minden évben jól szerepel és sikereket ér el az országos megmérettetéseken. gimnáziumnak nagyon fontos a jó közösség elérése nemcsak az osztályokban, hanem a röplabda órákon is. A csapatszellem építése amelyet a sportversenyeken való részvétel segít elő nemcsak a helyezések elérésére koncentrál hanem a közösen eltöltött időre a megélt élményekre és az egymás iránti támogatásra is. A sport nemcsak a versenyekről szól hanem arról is, hogy a diákok közösen tanulják meg hogyan működjenek együtt, hogyan támogassák egymást a kihívások során.

## Testvériskolák
A gimnáziumnak két testvériskolája van, Németországban. A Merz Schule és a Gymnasium bei St. Michael Schwäbisch Hall. A cserediák programban lehetőség van arra, hogy a diákok új kultúrákat ismerjenek meg, idegen nyelvi szókincsüket gyarapítsák, fejlesszék és egy izgalmas külföldi helyszínt ismerjenek meg.

### Merz Schule
A Merz Schule egy magán, államilag elismert iskola, amely gimnáziummal, bentlakásos iskolával, általános iskolával, napközivel, óvodával és bölcsődével rendelkezik. Stuttgartban, a Geroksruhe nevű területen található, és az első iskolák egyike volt a Német Szövetségi Köztársaságban.

### Gymnasium bei St. Michael Schwäbisch Hall
A St. Michael Gimnázium Schwäbisch Hall egy általános képzést nyújtó gimnázium, amelyet Schwäbisch Hall nagy járási városa tart fenn. Nevét Szent Mihályról kapta, akit a nyugati bejárat előtt álló "Sátánt legyőző" szobor sárkányölőként ábrázol.

## Rangsorok
|                 | 2014 | 2015 | 2016 | 2017 | 2018 | 2019 | 2020 | 2021 | 2022 | 2023 | 2024 | 2025 |
| --------------- | ---- | ---- | ---- | ---- | ---- | ---- | ---- | ---- | ---- | ---- | ---- | ---- |
| HVG             | 8    | 3    | 8    | 13   | 13   | 10   | 7    | 6    | 6    | 12   | 4    | 9    |
| Egyéb rangsorok |      |      | 5    |      |      |      |      |      |      |      |      | 4    |

## Híres diákok
- Dé:Nash (2011-2015)[23]
- Krúbi (2005-2013)[24]
- Pusztai Tamás (Nessaj) (2002-2010)[25]
- Gyurta Dániel (2004-2008) [26]
- Takács Ákos (1998-2006)[27]
- Donáth Anna (1997-2005) [28]
- Pintácsi Alexandra (Szandi)[29]
- Szabó Tímea (1990-1994)[30]
- Janza Kata (1986-1990)[31]